# Estação Château-Landon
Château-Landon é uma estação da linha 7 do Metrô de Paris, localizada no 10.º arrondissement de Paris.

## História
A estação foi inaugurada em 1910.
A rue du Château-Landon que está localizada acima leva seu nome devido à presença de um castelinho construído para um senhor Landon sob Luís XIV, e tornado posteriormente propriedade da congregação vizinha de Saint-Lazare. Esta rua era chamada anteriormente chemin des Potences. Esta rua, bem como uma parte da rue du Faubourg-Saint-Martin, seguia a rota da grande estrada romana de Lutécia em direção ao Norte passando por Saint-Denis.
A passagem subterrânea permitindo o acesso direto à Gare de l'Est, situada sob a pont La Fayette, foi criada por ocasião da renovação da Gare de l'Est em 1931. Ela foi originalmente destinada ao transporte de bagagens e encomendas.. Ela conectava a extremidade das plataformas a uma galeria longitudinal construída sob a plataforma nº 10, o que lhe permitia ligar as salas de registro de bagagens (situadas entre as duas entradas para as bagagens na partida, e um andar mais baixo, sob as cabeças das plataformas, para aqueles na entrada). As galerias foram, elas também, separadas em dois andares: no alto para as bagagens na partida e no fundo para os da chegada Ascensores permitiam descarregar os furgões de mensagens para o túnel. Quando o sistema de manuseio de bagagens foi reformado, a galeria perpendicular foi convertida em um corredor de correspondência
No pré-projeto da linha E do RER, foi planejado para estender este corredor sob a rua La Fayette para se juntar a estação de Magenta, mas os estudos de definição com a cidade de Paris não puderam fazer. Esse corredor deveria permitir conectar a Gare de l'Est com a Gare de Paris-Nord para formar um vasto polo multimodal.. Falta 50 a 80 metros a ser perfurado entre a plataforma da Gare de l'Est e a saída rue de l'Aqueduc da estação de Magenta, mas falta atravessar um esgoto e o aqueduto de cintura do canal de l'Ourcq. Esta dificuldade técnica explica por que a obra não foi realizada no momento
Em 2011, 1 600 022 passageiros entraram nesta estação. Ela viu entrar 1 644 923 passageiros em 2013, o que a coloca na 270ª posição das estações de metrô por sua frequência em 302.

## Serviços aos Passageiros

### Acesso

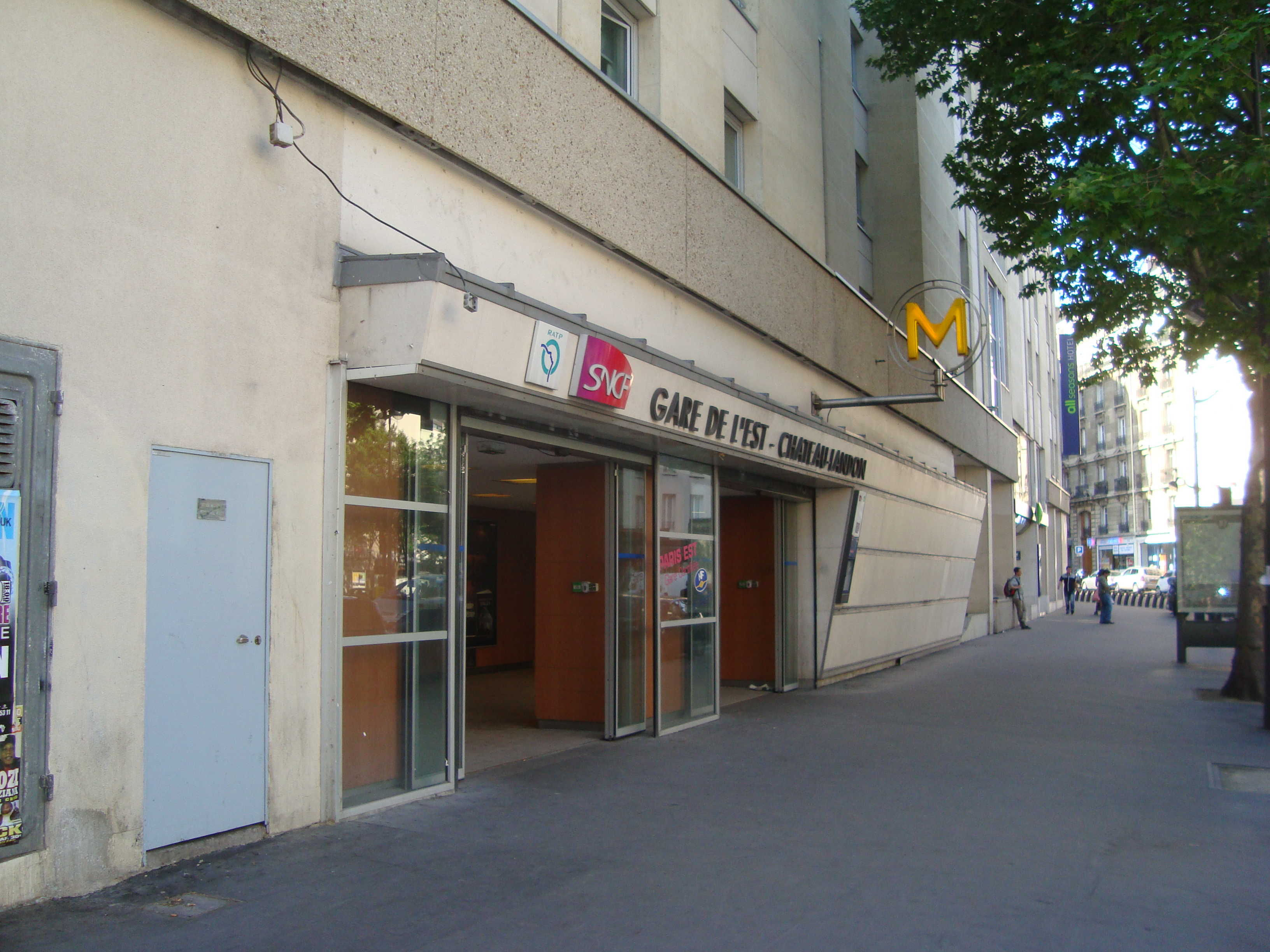
Entrada da estação rue de Château-Landon

Fora o acesso direto a partir das plataformas da Gare de Paris-Est, a estação tem um acesso único para o n° 188 da rue du Faubourg-Saint-Martin. Um segundo acesso (saída unicamente, por escada rolante), situado a poucos metros a sul do acesso atual, foi condenado no início da década de 1990.

### Plataformas
Château-Landon tem duas plataformas laterais separadas por duas vias do metrô, elas mesmas separadas por um pé-direito formando assim duas meias-estações cada uma com uma abóbada elíptica. A decoração é de estilo "Ouï-dire" de cor vermelha: a faixa de iluminação, da mesma cor, é suportada por consoles curvos em forma de gadanha. A iluminação direta é branca enquanto que a iluminação indireta, projetada sobre a abóbada, é multicolorida. As telhas de cerâmica branca são planas e recobrem os pés-direitos, a abóbada, os tímpanos e as saídas dos corredores. Os quadros publicitários são vermelhos e cilíndricos e o nome da estação está escrito com a fonte Parisine em placas esmaltadas. As plataformas estão equipados com assentos de estilo "Motte" vermelhos.

### Intermodalidade
A estação é servida pelas linhas 26, 46 e 54 da rede de ônibus RATP, e, à noite, pelas linhas, N13, N41, N42 e N45 da rede Noctilien.